# فتح اصفهان و خوزستان
با دیگر سقوط‌های اصفهان اشتباه نگیرید.
فتح اصفهان و خوزستان اشاره به لشکرکشی‌های مرداویج زیاری در ۳۲۱ و ۳۲۲ هجری دارد. اصفهان که پیشتر از جانب خلیفه به فرزندان یاقوت اهدا شده‌بود، در این دوره عرصهٔ نبرد گروه‌های مختلفی شده بود که مرداویج توانست به راحتی آن را فتح کند ولی به دستور خلیفه آن را تخلیه کرد. اما با مرگ خلیفه عباسی، مجدداً به شهر وارد شد و در آن به عنوان «شاهنشاه» تاجگذاری کرد.

## فتح اصفهان
در این هنگام نبردی میان «لشکری» و «احمد بن کیغلغ» در شهر اصفهان در جریان بود که نهایتاً احمد بن کیغلغ در آن پیروز شد؛ ولی خلیفه حکومت اصفهان را به مظفر بن یاقوت سپرد. در ذی‌الحجه ۳۲۱ هجری مرداویج لشکری به سمت آن شهر روانه کرد و به سادگی اصفهان را فتح کرد، سپس همراه با سپاه چهل الی پنجاه هزار نفرهٔ خود وارد آن شد و در قصر «احمد بن عبدالعزیز ابی دلف عجلی»، که برایش مهیا کرده‌بودند، بر تخت نشست و سپاهیانش با مردم بدرفتاری کردند. عده‌ای از مردم اصفهان برای شکایت به پایتخت رفتند ولی خلیفه وقعی ننهاد. پس از این تا چهار ماه خلیفه در قبال حمله سکوت کرد و پس از آن ضمن تعیین محمد بن یاقوت به حکومت اصفهان، به مرداویج دستور داد که اصفهان را تخلیه نماید تا حکومت ری و جبال را به او واگذار کند و از جمله دوستان خلیفه شود و نامش از لیست سرکشان خارج شود. این نامه نشان می‌دهد دستگاه خلافت دوباره مرداویج را یک سردار شورشی دانسته و نه تنها حکومتش بر اصفهان را به رسمیت نشناخته بلکه او را تهدید کرد که در صورت تخلیه نکردن اصفهان، همان شهرهای قبلی را هم از او پس می‌گیرد. مرداویج در پاسخ سریعاً شهر را از نیروهای خود خالی کرد و حتی منتظر نماند که شهر را به حاکم بعدی تحویل دهد. در نتیجه اصفهان ۱۷ روز بدون حکمران بود. تا این که در جمادی‌الاول ۳۲۲ هجری خلیفه به قتل رسید و مرداویج مجدداً به اصفهان بازگشت. مشخص نیست که خلیفه بعدی، الراضی بالله، با مرداویج چگونه رابطه‌ای داشته.

## فتح خوزستان
پس از آن مرداویج «محمد بن وهبان فضیلی» را برای فتح شوشتر، ایذه و اهواز فرستاد. بن وهبان نیز با پیروزی بر اهواز، خراجی تهیه کرد و نزد مرداویج گسیل داشت. پس از فتوحات در خوزستان، مرداویج غنایم بسیاری که به دست آوردند را میان سپاهیان تقسیم کرد.